# Hemmets Härold
Ej att blanda ihop med Hemmets Hærold, en studenttidning som utges internt inom Nykterhetsvännernas studenthem.
Hemmets Härold var ett skivbolag ägt av Pingströrelsen och med huvudsaklig verksamhetsperiod från tidigt 1930-tal till sent 1970-tal. Chef för Hemmets Härold var under många år Egon Zandelin och musikaliska rådgivare/producenter var bland andra Karl-Erik Svedlund, Lennart Jernestrand och Svante Widén. Svante Widén var inspelningschef 1968–1972. Han startade även Prim Records. Chefen för Hemmets Härold under dess glansdagar med bl.a. på sin tid en av Sveriges största, populäraste och omskrivna artister, kyrkosångaren Einar Ekberg som portalfigur, var den Skillingefödde Egon Zandelin som var en mycket skicklig ledare. En okänd sida av Egon Zandelin är att han också var en mycket skicklig gitarrbyggare (akustisk gitarr) vars gitarrer fick mycket högt betyg av den på sin tid världens störste gitarrvirtuos på klassisk musik, Andrés Segovia. De av Egon Zandelin designade gitarrerna byggdes på Levis gitarrbyggeri och såldes i stora upplagor. 
Zandelin sa själv i en intervju att det var inte så märkligt att vara grammofonbolagschef när man hade en av Sveriges på sin tid populäraste sångare - Einar Ekberg - som artist på skivbolaget.

## Artister (i urval)
- Björn Forsell
- Systrarna Löfgren
- Sven Björk
- Caroline Christensson
- Ebbe Cornelie
- Einar Ekberg
- Einar Waermö
- Carl-Erik Olivebring
- Anders Eriksson – numera Eric Anders
- Artur Erikson
- IBRA-kören
- Kjell Janunger
- Gitarrbröderna Värnamo
- Lennart Jernestrand
- Pelle Karlsson
- Anne-Monica Larsson
- Ny-David
- Kerstin Rundqvist
- Erik Samuelsson
- Jan Sparring
- Göran Stenlund
- Karl-Erik Svedlund
- Nils Wågsjö
- Carl Öst
- Samuelsons
- Margit Bjellverud
- Carl-Erik Moberg

## Diskografi (i urval)
| Nummer  | År   | Titel                                                                             | Artister                                                                                    |
| ------- | ---- | --------------------------------------------------------------------------------- | ------------------------------------------------------------------------------------------- |
| 1       |      | Bryggan håller                                                                    | Sven Lidman (talskiva)                                                                      |
| 1       |      | Skall du få vara med                                                              | Einar Ekberg                                                                                |
| 31      | 1933 | Min moders bön                                                                    | Einar Ekberg och Karl-Erik Svedlund, flygel                                                 |
| 32      | 1933 | Det klagas så mycket i värden                                                     | Einar Ekberg och Karl-Erik Svedlund, flygel                                                 |
| 32      | 1933 | Getsemane                                                                         | Einar Ekberg och Karl-Erik Svedlund, flygel                                                 |
| 33      | 1933 | Härliga Golgata                                                                   | Einar Ekberg och Karl-Erik Svedlund, flygel                                                 |
| 33      | 1933 | O, sköna vila                                                                     | Einar Ekberg och Karl-Erik Svedlund, flygel                                                 |
| 33      | 1933 | Underbar kärlek                                                                   | Einar Ekberg, Sven Larsson och Karl-Erik Svedlund, flygel                                   |
| 34      | 1933 | Fast osynlig här Han vandrar                                                      | Einar Ekberg, Sven Larsson och stråkkvartett                                                |
| 34      | 1933 | Jesus kommit innanför                                                             | Einar Ekberg och Karl-Erik Svedlund, flygel                                                 |
| 35      | 1933 | Den vita staden                                                                   | Einar Ekberg, kör, stråkkvartett                                                            |
| 35      | 1933 | Uti din ungdoms ljusa vår                                                         | Einar Ekberg, Sven Larsson och Karl-Erik Svedlund, flygel                                   |
| 36      | 1933 | Grip om den hand som stungits                                                     | Einar Ekberg och stråkkvartett                                                              |
| 36      | 1933 | I nattens stillhet höres                                                          | Einar Ekberg och stråkkvartett                                                              |
| A 10a   |      | Den heliga staden                                                                 | Göran Stenlund, Smyrnaförsamlingens kör och orkester                                        |
| A 10b   |      | Det finns en källa fylld med blod                                                 | Smyrnaförsamlingens kör                                                                     |
| A 12    | 1953 | Davids 8 psalm                                                                    | Göran Stenlund, kör och orkester                                                            |
| A 12    | 1953 | Davids 150 psalm                                                                  | Filadelfiakören och orkester                                                                |
| A 15a   |      | Löftena kunna ej svika, del 1                                                     |                                                                                             |
| A 15b   |      | Löftena kunna ej svika, del 6                                                     |                                                                                             |
| A 16a   |      | Löftena kunna ej svika, del 2                                                     |                                                                                             |
| A 16b   |      | Löftena kunna ej svika, del 5                                                     |                                                                                             |
| A 17a   |      | Löftena kunna ej svika, del 3                                                     |                                                                                             |
| A 17b   |      | Löftena kunna ej svika, del 4                                                     |                                                                                             |
| B 2a    | 1935 | Det bästa för barnen                                                              | Filadelfiaförsamlingen                                                                      |
| B 2b    | 1935 | På barnamöte (Potpurri på kända barnvisor)                                        | Filadelfiaförsamlingen                                                                      |
| F 1001  |      | Klippan står fast                                                                 | Filadelfias strängmusik, Stockholm                                                          |
| F 1001  |      | Sjungen Herranom                                                                  | Filadelfias strängmusik, Stockholm                                                          |
| F 1002  |      | Guds församling                                                                   | Filadelfias strängmusik, Stockholm                                                          |
| F 1002  |      | Han skall komma                                                                   | Filadelfias strängmusik, Stockholm                                                          |
| F 1003  |      | Närmare Gud till dig                                                              | Ethel Johansson och orgel                                                                   |
| F 1003  |      | Städse på Sion jag tänker                                                         | Ethel Johansson och flygel                                                                  |
| F 1004a |      | Jag är barn till en kung                                                          | Per Göran Skytt och flygel                                                                  |
| F 1004b |      | Är jag en solglimt för Jesus                                                      | Per Göran Skytt och flygel                                                                  |
| F 1005  | 1950 | Från löftenas höjder                                                              | Erik Samuelsson och gitarr                                                                  |
| F 1005  | 1950 | Varför bygger du Noa en båt?                                                      | Erik Samuelsson och gitarr                                                                  |
| F 1006a | 1950 | Vilse jag färdats på främmande hav                                                | Björn Forsell och orkester                                                                  |
| F 1006b | 1950 | Herden han går över bergen fram                                                   | Björn Forsell och orkester                                                                  |
| F 1007a |      | En främling från Galileen                                                         | Sven Björk och orkester                                                                     |
| F 1007b |      | Jag vill hellre ha Jesus                                                          | Sven Björk och orkester                                                                     |
| F 1008a |      | Tänk, när släkt och vänner...                                                     | Smyrnaförsamlingens strängmusik, Göteborg                                                   |
| F 1008b |      | Medan allting ler och blommar                                                     | Smyrnaförsamlingens strängmusik, Göteborg                                                   |
| F 1009  | 1950 | Allt ändras då                                                                    | Sven Björk, Tempelkören och orkester                                                        |
| F 1009  | 1950 | O, fröjd utan like                                                                | Sven Björk, Tempelkören och orkester                                                        |
| F 1010  | 1950 | I kärlek innerlig                                                                 | Björn Forsell och orkester                                                                  |
| F 1010  | 1950 | Mor, lilla mor                                                                    | Björn Forsell och orkester                                                                  |
| F 1011a |      | Härlig är jorden                                                                  | Sven Björk, Göran Stenlund och Smyrnaförsamlingens kör                                      |
| F 1011b |      | Den store hvide flok                                                              | Göran Stenlund och Smyrnaförsamlingens kör                                                  |
| F 1012a |      | Gud är trofast                                                                    | Sven Björk, Göran Stenlund och Smyrnaförsamlingens orkester                                 |
| F 1012b |      | Jag sökte så länge                                                                | Sven Björk, Göran Stenlund och Smyrnaförsamlingens orkester                                 |
| F 1013  | 1951 | Sittande vid Jesu fötter (Sitting at the feet of Jesus)                           | Margit Bjelverud och orkester                                                               |
| F 1013  | 1951 | Var är mitt vilsna barn i kväll (Where is my wand'ring boy tonight)               | Margit Bjelverud, manskvartett och orkester                                                 |
| F 1014  | 1951 | Jag slipper sörja                                                                 | Allan Johansson och orkester                                                                |
| F 1014  | 1951 | Lever du livet i Kristus?                                                         | Allan Johansson och orkester                                                                |
| F 1015  | 1951 | Tänk att jag tillhör Jesus                                                        | Björn Forsell och orkester                                                                  |
| F 1016  | 1951 | Gud tager vård om dig                                                             | Nils Wågsjö och orkester                                                                    |
| F 1016  | 1951 | Hur ljuvligt att få vara                                                          | Nils Wågsjö och orkester                                                                    |
| F 1017  | 1951 | I min mästares hand                                                               | Göran Stenlund och Ruth Stenlund, flygel                                                    |
| F 1017  | 1951 | Lugn vilar sjön (Still ruht der See)                                              | Göran Stenlund och Ruth Stenlund, flygel                                                    |
| F 1018a | 1952 | O, lilla mor                                                                      | Margit Bjelverud, barnkör, Smyrnakyrkans orkester och Smyrnakyrkan Göteborg                 |
| F 1018b | 1952 | Hans nåd den är nog för mig                                                       | Margit Bjelverud, Smyrnakyrkans orkester och Smyrnakyrkan Göteborg                          |
| F 1019a | 1952 | Varför jag älskar Jesus                                                           | Caroline Christiansen och orkester                                                          |
| F 1019b | 1952 | Från den silverklara floden (Solskenssång 185)                                    | Caroline Christiansen och orkester                                                          |
| F 1020  | 1952 | Han gjorde det ej för änglar                                                      | Carl-Erik Olivebring och Karl-Erik Svedlund, flygel                                         |
| F 1020  | 1952 | Älskar du Herren Jesus?                                                           | Carl-Erik Olivebring och Karl-Erik Svedlund, flygel                                         |
| F 1021  | 1952 | Jag skall igenkänna Honom                                                         | Göran Stenlund, Smyrnakyrkans kör, Smyrnakyrkans orkester och Smyrnakyrkan Göteborg         |
| F 1021  | 1952 | Tankar vid stranden                                                               | Göran Stenlund, Smyrnakyrkans kör, Smyrnakyrkans orkester och Smyrnakyrkan Göteborg         |
| F 1022a | 1952 | Det är så underbart, det namnet Jesus                                             | Sven Björk, Göran Stenlund och Karl-Erik Svedlund, flygel                                   |
| F 1022b | 1952 | Min hjärtesträng, snart brista skall                                              | Sven Björk, Göran Stenlund och Karl-Erik Svedlund, flygel                                   |
| F 1023  | 1952 | Julens vackra sånger, del 1                                                       | Göran Stenlund och Gunno Södersten, cembalo                                                 |
| F 1023  | 1952 | Julens vackra sånger, del II                                                      | Göran Stenlund och Gunno Södersten, cembalo                                                 |
| F 1024  | 1952 | Ingen hinner fram                                                                 | Unison sång (3500 personer) och Karl-Erik Svedlund, orgel                                   |
| F 1024  | 1952 | Löftena kunna ej svika                                                            | Unison sång (3500 personer) och Karl-Erik Svedlund, orgel                                   |
| F 1025  | 1952 | All min fröjd jag har i Jesus (Det meg gleder mest er Jesus)                      | Sven Björk, Göran Stenlund, Smyrnakyrkans orkester och Smyrnakyrkan Göteborg                |
| F 1025  | 1952 | Bed                                                                               | Sven Björk, Göran Stenlund, Smyrnakyrkans orkester och Smyrnakyrkan Göteborg                |
| F 1026a | 1952 | Upp kamrater, sen baneret, del 1                                                  | Pingstväckelsens predikantkör och Filadelfias orkester                                      |
| F 1026b | 1952 | Upp kamrater, sen baneret, del 6                                                  | Pingstväckelsens predikantkör och Filadelfias orkester                                      |
| F 1027a | 1952 | Upp kamrater, sen baneret, del 2                                                  | Nils Wågsjö, Pingstväckelsens predikantkör och Filadelfias orkester                         |
| F 1027b | 1952 | Upp kamrater, sen baneret, del 5                                                  | Nils Wågsjö, Pingstväckelsens predikantkör och Filadelfias orkester                         |
| F 1028a | 1952 | Upp kamrater, sen baneret, del 3                                                  | Göran Stenlund, Pingstväckelsens predikantkör och Filadelfias orkester                      |
| F 1028b | 1952 | Upp kamrater, sen baneret, del 4                                                  | Göran Stenlund, Pingstväckelsens predikantkör och Filadelfias orkester                      |
| F 1029  | 1953 | En vis man byggde... och andra kända barnsånger                                   | Erik Samuelsson, gitarr och ljudeffekter                                                    |
| F 1029  | 1953 | Söndagspojken Gösta och andra kända barnsånger                                    | Erik Samuelsson, gitarr och ljudeffekter                                                    |
| F 1030a | 1952 | Jag vet ej, hur Han gör det                                                       | Carl-Erik Olivebring och Karl-Erik Svedlund, flygel                                         |
| F 1030b | 1952 | När Han min farkost styr                                                          | Carl-Erik Olivebring och Karl-Erik Svedlund, flygel                                         |
| F 1031  |      |                                                                                   |                                                                                             |
| F 1035  | 1953 | Kom, Herre, i mitt hjärta bo                                                      | Birgit Nilsson, John Nilsson och Karl-Erik Svedlund, flygel                                 |
| F 1035  | 1953 | Jesus står ännu och väntar                                                        | Birgit Nilsson, John Nilsson och Karl-Erik Svedlund, flygel                                 |
| F 1036a | 1953 | Allen' med Jesus                                                                  | Gitten Ekberg och Lennart Jernestrand, flygel                                               |
| F 1036b | 1953 | Min synd försvann                                                                 | Gitten Ekberg, Einar Ekberg och Lennart Jernestrand, flygel                                 |
| F 1037a |      | När i stilla aftontimma                                                           | Einar Ekberg, Filadelfiakören och Filadelfiaorkestern                                       |
| F 1037b |      | När en gång invid målet jag står                                                  | Einar Ekberg och Filadelfiaorkestern                                                        |
| F 1038a | 1953 | Jag har aldrig ångrat                                                             | Einar Ekberg, Sven Forsberg och Filadelfiaorkestern                                         |
| F 1038b | 1953 | O, sköna dag                                                                      | Einar Ekberg, Sven Forsberg och Filadelfiaorkestern                                         |
| F 1040  | 1953 | Var hälsad sköna morgonstund                                                      | Församlingssång i Filadelfiakyrkan (3500 personer), Stockholm och Karl-Erik Svedlund, orgel |
| F 1040  | 1953 | Julen med sin glada sång                                                          | Församlingssång i Filadelfiakyrkan (3500 personer), Stockholm och Karl-Erik Svedlund, orgel |
| F 1042  | 1953 | Fiskarsången                                                                      | Einar Ekberg och Lennart Jernestrand, flygel                                                |
| F 1042  | 1953 | Templets förlåt (The unweilde crise)                                              | Einar Ekberg och Lennart Jernestrand, flygel                                                |
| F 1043  | 1953 | Det är solsken                                                                    | Gunilla Wallin och Filadelfias barnsträngmusik                                              |
| F 1043  | 1953 | Som fågeln löst ur bojans tvång                                                   | Gunilla Wallin och Filadelfias barnsträngmusik                                              |
| F 1046  | 1954 | Jag ej förstår                                                                    | Einar Ekberg och orkester.                                                                  |
| F 1046  | 1954 | Vid korset finns rum                                                              | Einar Ekberg och orkester.                                                                  |
| F 1049  | 1954 | Långt från Gud                                                                    | Ingvar Palm och Elims strängmusik                                                           |
| F 1049  | 1954 | Framåt med sång                                                                   | Elims strängmusik                                                                           |
| F 1051a | 1953 | Jesus skall komma                                                                 | Carl Öst och gitarr                                                                         |
| F 1051b | 1953 | En gång jag vandrat fjärran                                                       | Carl Öst och gitarr                                                                         |
| F 1053a | 1954 | Samme Gud                                                                         | Einar Ekberg och Lennart Jernestrand, flygel                                                |
| F 1053b | 1954 | Någonstans bland skuggorna står Jesus                                             | Einar Ekberg och Lennart Jernestrand, flygel                                                |
| F 1057a |      | Sommarsol - Allt för mig                                                          | Ungdomens kväll i Örebro och orkester                                                       |
| F 1057b |      | Jag är full av fröjd                                                              | Ungdomens kväll i Örebro och orkester                                                       |
| F 1058  | 1954 | Sommarsol                                                                         | Ungdomens kväll i Örebro                                                                    |
| F 1058  | 1954 | Jag är full av fröjd                                                              | Ungdomens kväll i Örebro                                                                    |
| F 1059  | 1954 | Som en trast uti furuskogen (Last rose of the summer)                             | Evert Ahlander och gitarr                                                                   |
| F 1059  | 1954 | Sackeus                                                                           | Evert Ahlander och gitarr                                                                   |
| F 1060  | 1954 | Jag vill ej bedröva Honom igen                                                    | Solistkvartetten och Lennart Jernestrand, orgel                                             |
| F 1060  | 1954 | Jag knäppt mina händer kring korset                                               | Solistkvartetten och Lennart Jernestrand, orgel                                             |
| F 1061  | 1954 | Fader vår                                                                         | Einar Ekberg och orkester                                                                   |
| F 1061  | 1954 | Härefter                                                                          | Einar Ekberg och orkester (Einar Ekbergs sista 78-varvare)                                  |
| F 1063  | 1954 | Jag vill i sången säga                                                            | Göran Stenlund och Lennart Jernestrand, flygel                                              |
| F 1063  | 1954 | Snart skall vi gå att livets furste skåda                                         | Göran Stenlund och Lennart Jernestrand, flygel                                              |
| F 1066a |      | Ofta när min tanke går                                                            | Carl-Eric Moberg och dragspel                                                               |
| F 1066b |      | Jag aldrig har ångrat en enda minut                                               | Carl-Eric Moberg och dragspel                                                               |
| F 1068  | 1955 | Jag har funnit den goda vägen (I've discovered the...)                            | Carl-Erik Olivebring, Göran Stenlund och Ruth Stenlund, flygel                              |
| F 1068  | 1955 | Den vän jag har du borde söka                                                     | Carl-Erik Olivebring, Göran Stenlund och Ruth Stenlund, flygel                              |
| F 1070a |      | Snart kommer Jesus                                                                | "Ungdomens kväll" i Örebro                                                                  |
| F 1070b |      | Då måste du bliva en kristen                                                      | "Ungdomens kväll" i Örebro                                                                  |
| F 1071a | 1954 | Sjung den segersälla, glada sång                                                  | Solistkvartetten och Lennart Jernestrand, flygel                                            |
| F 1071b | 1954 | Lyssna till sången                                                                | Solistkvartetten och Lennart Jernestrand, flygel                                            |
| F 1073a |      | O, Jesus, Guds son                                                                | Göran Stenlund och IBRA-trion                                                               |
| F 1073b |      | Det brinner en stjärna                                                            | Göran Stenlund och IBRA-trion                                                               |
| F 1080a | 1956 | Det skall bli frid                                                                | Gospelkvartetten                                                                            |
| F 1080b | 1956 | Ljuvligt och kärleksfullt Jesus hörs kalla (Softly and tenderly Jesus is calling) | Gospelkvartetten                                                                            |
| F 1081a |      | Jag sjunger min lilla visa                                                        | Ulla-May Johansson och Lennart Jernestrand, flygel                                          |
| F 1081b |      | Skåden liljorna                                                                   | Ulla-May Johansson och Lennart Jernestrand, flygel                                          |
| F 1085  | 1953 | Loven Herren                                                                      | Filadelfias Strängmusik och orkester                                                        |
| F 1085  | 1953 | Kristus kallar                                                                    | Filadelfias Strängmusik och orkester                                                        |
| F 1086  | 1956 | Jesus är dig alltid nära                                                          | Göran Stenlund, Nils Wågsjö och Sixten Sjöberg, flygel                                      |
| F 1086  | 1956 | Gå till Jesus                                                                     | Göran Stenlund, Nils Wågsjö och Sixten Sjöberg, flygel                                      |
| F 1090  | 1956 | Herren leder de sina framåt                                                       | Carl-Erik Olivebring och Filadelfiakyrkans kör                                              |
| F 1090  | 1956 | Fader, tag min hand                                                               | Carl-Erik Olivebring och Filadelfiakyrkans kör                                              |
| F 1091a | 1956 | Barnaår och ungdomsvår                                                            | Gustaf Öman och Sigge Öman (Gitarr och dragspel)                                            |
| F 1091b | 1956 | Längtans melodi                                                                   | Gustaf Öman och Sigge Öman (Gitarr och dragspel)                                            |
| F 1094  | 1956 | Jag sjunga vill                                                                   | Carl Öst med gitarr                                                                         |
| F 1094  | 1956 | Nu är jag lycklig vorden                                                          | Carl Öst med gitarr                                                                         |
| F 1096a |      | Räkna med gud                                                                     | Einar Ekberg och Lennart Jernestrand, flygel                                                |
| F 1096b |      | Himmelen är underbar                                                              | Einar Ekberg och Lennart Jernestrand, flygel                                                |
| F 1097a |      | Bäst är att sjungande gå                                                          | Evangelietrion                                                                              |
| F 1097b |      | Vad är målet för din vandring                                                     | Evangelietrion                                                                              |
| F 1099a | 1956 | Guds löften hålla                                                                 | Ebbe Cornelie och Karl-Erik Svedlund, flygel                                                |
| F 1099b | 1956 | Den som beder han får                                                             | Ebbe Cornelie och Karl-Erik Svedlund, flygel                                                |
| F 1100  | 1956 | Egna variationer över Stilla natt                                                 | Egon Zandelin, gitarr                                                                       |
| F 1100  | 1956 | Egna variationer över O, du saliga                                                | Egon Zandelin, gitarr                                                                       |
| F 1102  | 1957 | Gud Vare Tack Och Lov                                                             | Systrarna Feldt                                                                             |
| F 1107  | 1957 | Det Skall Bli Jubelsång                                                           | Gustaf Öman och Sigge Öman                                                                  |
| F 1108  | 1957 | O, Tänk En Gång                                                                   | Systrarna Feldt                                                                             |
| P 1     | 1931 | Golgata                                                                           | Einar Ekberg och Filadelfias manskör i Stockholm                                            |
| U 2001  |      | Alone with Jesus (Allén med Jesus)                                                | Einar Ekberg                                                                                |
| U 2002  |      | Daybreak (Gryning)                                                                | Einar Wærmö                                                                                 |
| U 2003  |      | Jesus our Helmsman                                                                | Einar Ekberg och Einar Waermö                                                               |
| U 2003  |      | Down from His glory                                                               | Einar Ekberg och Einar Waermö                                                               |
| FM 3001 | 1956 | På Golgata                                                                        | Göran Stenlund och Ibra-Kören                                                               |
| FM 3002 | 1956 | Gud, jag vet Du all kan göra                                                      | Margit Bjelverud                                                                            |
| FM 3003 | 1956 | Ett Verktyg I Herrens Hand                                                        | Einar Ekberg                                                                                |
| FM 3004 | 1956 | Långt Bortom Rymden Vida                                                          | Einar Ekberg                                                                                |
| FM 3005 | 1956 | Davids 32 Psalm                                                                   | Einar Ekberg                                                                                |
| FM 3006 | 1956 | I Fadershemmet                                                                    | Einar Ekberg                                                                                |
| FM 3007 | ?    | I Den Stilla Aftonskyming                                                         | Einar Ekberg                                                                                |
| FM 3008 | ?    | Egon Zandelin Spelar Ters-Gitarr Spelar Variationer Av                            | Egon Zandelin                                                                               |
| FM 3009 | 1957 | Jag Sjunger En Sång                                                               | Göran Stenlund                                                                              |
| FM 3010 | ?    | Mor, Lilla Mor                                                                    | Barbro Törnberg, Göran Stenlund, Barnkör, IBRAS Orkester                                    |